# 불가리아 축구 연합
불가리아 축구 연합(불가리아어: Български футболен съюз; 영어: Bulgarian Football Union; BFU)은 불가리아의 협회 축구의 관리 기관이며 1954년부터 UEFA의 회원이다. 파르바리가라는 축구 리그를 조직하고 불가리아 축구 국가대표팀을 UEFA와 FIFA가 승인한 대회에 참가시킨다.

## 역사

### 미하일로프에 대한 분노
보리슬라프 미하일로프는 2004년 불가리아 축구 연합의 회장이 되었다. 국가대표팀과 국내 주요 클럽들의 성적은 그 다음 몇 년 동안, 특히 UEFA 유로 2004 이후 점차 하락하기 시작했고 팬들은 미하일로프의 사임을 원했다. 2019년 10월 15일, 국가대표팀의 나쁜 성적과 클럽 수준 축구의 저하로 인한 오랜 분노와 잉글랜드와의 경기에서 국가대표팀과의 스캔들로 인해 잉글랜드 선수들을 겨냥한 불가리아 팬 그룹의 인종차별 구호가 포함되었다. 이 사건 이후, 체육부 장관은 미하일로프가 책임질 때까지 BFU와 협력하지 않겠다고 발표했다. 잉글랜드 경기 후, 미하일로프는 사임했다. 미하일 카사보프는 임시 회장이 되었지만, 코로나19 범유행으로 인해 미하일로프의 정기적인 사임 투표는 없었다.
2021년, 많은 사람들이 놀랍게도, 미하일로프는 사임을 철회하고 2021년 5번째 권한을 위해 선거에 참여할 것이라고 발표했다. 이 시점에서 디미터르 베르바토프는 미하일로프의 거대한 반대파가 되었고 선거에도 참여했다. 2021년 10월 12일, 투표 위반이 거의 나타나지 않았음에도 불구하고 미하일로프는 선거에서 승리했다. 2023년 3월, 몇몇 축구 클럽들이 베르바토프를 지지한다는 이유로 투표에서 쫓겨났음에도 불구하고, 시는 의회의 결정에 대한 소송을 취하했고 미하일로프가 회장으로 확정되었다.
2023년 10월, 축구 팬들은 미하일로프를 상대로 매 경기마다 이적을 하면서 더 강한 분노를 시작했다. 그에 대한 답으로, BFU는 거의 모든 경기에 대해 클럽들을 처벌하기 시작했다. 축구 팬들은 2023년 11월 16일 헝가리와의 경기를 위해 전국의 모든 큰 축구 클럽들의 초대형 연합을 하며 큰 분노를 가질 것이라고 발표했다. 이에 대응하여, BFU와 UEFA는 11월 6일 경기가 국립 경기장에서 플로브디프의 흐리스토 보테프 경기장으로 옮겨지고 비공개로 진행될 것이라고 발표했다. 이 결정은 축구 연합이 처음으로 경기장에 있는 자신의 팬들을 원하지 않았기 때문에 더욱 강하게 받아들여졌다. 이 분노는 경기장 밖의 플로브디프로 이동하는 것으로 예상되었다. 헝가리인들도 비공개로 진행된 결정에 만족하지 않았고 팬들은 여전히 경기에 참여하고 BFU에 대한 항의에 참여할 것이라고 발표했다.
2024년 3월 17일 게오르기 이바노프가 회장으로 선출되었다.